# بروس تار
بروس تار هو سياسي أمريكي، ولد في 2 يناير 1964 في غلوستر في الولايات المتحدة. نشط حزبياً في الحزب الجمهوري. وقد انتخب عضو مجلس ولاية ماساتشوستس ‏ عن دائرة Massachusetts Senate's 1st Essex and Middlesex district ‏ (6 يناير 2021 – ) وانتخب عضو مجلس ولاية ماساتشوستس ‏ عن دائرة Massachusetts Senate's 1st Essex and Middlesex district ‏ خلال فترته النيابية ‏ (1995 – ) وانتخب عضو مجلس نواب ماساتشوستس ‏.